# Comportamiento organizacional
El impacto que individuos, grupos y estructuras tienen dentro de las organizaciones determina el éxito o el fracaso de las empresas. Es importante destacar que cada grupo o equipo de trabajo en sus diferentes áreas se encuentran conectados y que la empresa ideal exitosa y con sistemas dignos de imitar es aquella donde bajo un liderazgo ejecutivo y gerencial todo camina como un engranaje desde quien pone su mejor esfuerzo por aplicar un markenting eficaz hasta quien se encarga de las finanzas o del desarrollo promocional o los creativos de imagen corporativa. Existen diferentes formas de crear empatias entre grupos o también motivar a competir entre grupos por posiciones de mayor nivel pero la teoría más revolucionaria y actual es la que se enfoca en mantener a los grupos motivados y alentar superación dentro de la empresa que será la base para el crecimiento y desarrollo exitoso de cualquier empresa que al mismo tiempo debe sustentar y recibir nuevas ideas provenientes de grupos de individuos inhovadores que no opten por mantener su posición sin arriesgar poner en práctica nuevas ideas. Los grupos dentro de la empresa gerencial financiero creativo y operativo se deben ver como el engranaje de una máquina que avanza hacia un mismo rumbo el crecimiento de la empresa y de todos sus equipos dentro de las organizaciones, con la finalidad de aplicar estos conocimientos a la mejora de la eficacia de tales organizaciones. Es una disciplina científica a cuya base de conocimientos se agrega constantemente una gran cantidad de investigaciones y desarrollos conceptuales. Pero también es una ciencia aplicada, ya que la información sobre prácticas efectivas en una organización puede extenderse a muchas otras y dejar así el departamentalismo.

## Sustitución de la intuición con el estudio sistemático
En general la conducta es previsible y el estudio sistemático del comportamiento es un medio para hacer pronósticos razonablemente atinados. Se habla de un estudio sistemático al hacer referencia al examen de relaciones en el intento por atribuir causas y efectos y basar nuestras conclusiones en pruebas científicas, es decir, en datos reunidos en condiciones controladas, así como medidos e interpretados de manera razonablemente rigurosa. Este estudio sistemático sustituye a la intuición, que es esa sensación no necesariamente sustentada por las investigaciones.

## Niveles de estudio del 'Comportamiento Organizacional'
Los temas que pueden estar incluidos en el estudio del Comportamiento Organizacional son: la estructura organizacional, la motivación, el compromiso organizacional, el poder, la comunicación, el trabajo en equipo, la cultura organizacional, el clima organizacional, el liderazgo y los procesos de cambio. Cada uno de estos temas está presente en los tres niveles básicos de estudio del Comportamiento Organizacional: el individual, el grupal y el organizacional. Este esquema de niveles es muy importante al momento de plantear conclusiones. Por ejemplo, la motivación se puede describir en función de los principales intereses de un grupo de personas, pero como variable es individual ya que es en ese nivel donde se origina.
Otro eje está relacionado con lo concreto o lo abstracto en nuestro discurso sobre los problemas que estudia el Comportamiento Organizacional. El nivel más concreto y objetivo es la conducta, observable y susceptible de cuantificarse con mayor facilidad. Un segundo nivel son las actitudes entendidas como las predisposiciones a actuar de las personas; y finalmente los valores, que son el nivel más abstracto y nos indican una orientación de nuestra conducta. Por poner un ejemplo, podemos pensar que somos colaboradores, pero en una discusión podemos evidenciar una actitud poco colaboradora frente a casos hipotéticos, y en la práctica podemos ser más bien recelosos de dar nuestro apoyo. Esto constituye la mayor dificultad para estudiar las organizaciones: la inconsistencia y la brecha entre lo que se dice y se hace, lo cual se complica cuando le añadimos jerarquías (poder) y patrones de conducta aceptados, algunas veces, por todos (cultura organizacional).

## Disciplinas que han contribuido a desarrollar el campo del comportamiento organizacional
El comportamiento organizacional es una ciencia aplicada del comportamiento que se basa en la contribución de varias disciplinas conductuales, ya sea en el plano de análisis individual o microanálisis, como el caso de la psicología, o en el plano de procesos de grupos y organización, en donde entra la colaboración de disciplinas como la sociología, la psicología social, antropología y la ciencia política. 

### Administración
Ciencia orientada a la organización de las entidades, establecer la visión y la misión, fijar objetivos; asignar y coordinar recursos (humanos, financieros, productivos, tecnológicos), determinar y desarrollar la estructura organizativa formal adecuada y establecer sistemas de control pertinentes. Se ocupa de las actividades de planeación, organización, dirección, y control de los recursos; incluyendo, aspectos culturales, de poder, motivación, liderazgo, comunicación, económicos. Es una disciplina aplicada que integra aspectos de otras ciencias a su cuerpo de estudio, además de generar conocimiento propio.
Organizar como la fase «organización» en el proceso de gestión de la administración es el trabajo de ordenar y estructurar las actividades necesarias para lograr los objetivos de una institución o empresa. Implica identificar las actividades, agruparlas según su relación y afinidad, asignarles un jefe con la respectiva autoridad y establecer un orden jerárquico para su funcionamiento. Las actividades se relacionan a través de procesos de comunicación, autoridad, responsabilidad y rendición de cuentas, pudiendo agruparse también en procesos de trabajo. La estructura, como resultante del proceso de organizar, es un medio importante para la implantación de la estrategia, que proviene de la planeación, y se representa gráficamente por el organigrama, se complementa en la práctica por una serie de manuales administrativos y su dinámica se manifiesta a través de los procesos organizacionales. En este contexto: El diseño organizacional es crear la estructura de una empresa para que desarrolle las actividades y los procesos que le permitan lograr los objetivos definidos en su estrategia.
Según la definición: 
• El diseño organizacional se enfoca en lo que denominamos «parte dura» y «parte blanda» de la organización. La parte dura está formada por la «estructura y los procesos», y la parte blanda por la «interrelación entre las personas dentro de la organización». • Los principios fundamentales de la «estructura» son la «división del trabajo», los «mecanismos de coordinación» y la «alineación con la estrategia», siendo la estrategia —que proviene de la planeación— el input del diseño organizacional.
```
• Los «procesos» son la secuencia lógica de las actividades que realizan las personas empleando recursos para lograr resultados específicos, que son el cumplimiento de los objetivos planteados en la estrategia. Su output son los indicadores que miden y muestran su realización.
```

La «estructura» es la suma total de las formas en las que una organización divide su trabajo en diversas tareas, coordinándolas entre sí. La estructura se divide a su vez en dos partes según el nivel de profundidad de su diseño o estudio: 
• Macroestructura, que es el organigrama. 
• Microestructura, que es el puesto de trabajo.

### Ciencias de la Comunicación
Ciencias que intervienen en todos los procesos comunicacionales que están relacionados con una organización. La rama de las Ciencias de la Comunicación que atiende sobre las organizaciones es llamada Comunicación Organizacional o Institucional.

### Psicología
Ciencia que pretende medir, explicar y en ocasiones cambiar la conducta de los seres humanos y sus intereses en la sociedad. Los primeros psicólogos se concentraban en los problemas de fatiga, aburrimiento y factores relativos a las condiciones laborales que obstaculizaban un desempeño eficaz en el trabajo. Últimamente sus contribuciones se enfocan en hacer un estudio de diagnóstico laboral y clima organizacional dentro de una organización; además se extienden al aprendizaje, percepción, personalidad, emociones, capacitación, eficacia del liderazgo, necesidades y motivadores, satisfacción laboral, procesos de toma de decisiones, evaluaciones del desempeño, medición de actitudes, técnicas de selección de empleados, diseño del trabajo y estrés laboral y penal.

### Sociología
Ciencia que estudia a las personas en relación con sus semejantes. Las contribuciones que los sociólogos han hecho al comportamiento organizacional han sido a través de su estudio del comportamiento de los grupos en las organizaciones, particularmente en las formales y complejas. Algunos de estos conocimientos contribuidos al comportamiento organizacional son sobre la dinámica de grupos, diseño de equipos de trabajo, cultura organizacional, teoría y estructura de las organizaciones formales, tecnología organizacional, comunicaciones, poder y conflictos.

### Psicología social
Rama de la psicología en la que se combinan esta y la sociología. Se enfoca en la influencia recíproca de las personas. Los psicólogos sociales hacen aportaciones significativas a la medición, comprensión y cambio de actitudes, pautas de comunicación, fomento de la confianza, medios con que las actividades de los grupos satisfacen las necesidades de los individuos y procesos de toma de decisión en grupo.
La psicología en el campo Empresarial.

### Antropología
Estudio de las sociedades para comprender a los seres humanos y sus actividades. El trabajo de los antropólogos sobre las culturas y sus entornos ha ayudado a comprender las diferencias en valores fundamentales, actitudes y conductas de personas de diversos países y en organizaciones distintas. En cultura organizacional, gran parte de lo que se sabe sobre ambientes organizacionales y las diferencias entre culturas organizacionales es producto del trabajo de los antropólogos.

### Ciencia política
Estudio de la conducta o comportamiento de los individuos y grupos en ambiente político. Se enfoca en la estructura de los conflictos, la distribución de poder y cómo la gente manipula el poder en áreas de sus intereses personales.

## Retos y oportunidades del comportamiento organizacional
Existen diversos cambios radicales dentro de las organizaciones a los cuales se tienen que enfrentar los administradores, de igual forma, la competencia mundial exige que los empleados sean más flexibles y aprendan a enfrentar cambios acelerados. Algunos de estos retos y oportunidades para que los administradores apliquen los conceptos del comportamiento organizacional, son los siguientes:

### Respuesta a la globalización
Las organizaciones ya no están limitadas por fronteras nacionales, el mundo se ha convertido en una aldea global por lo que los administradores tienen que ser capaces de trabajar con personas de culturas distintas. La globalización afecta las habilidades de trato con la gente de los administradores cuando menos de 2 formas: en primer lugar, el administrador tiene cada vez más posibilidades de recibir una asignación en el extranjero; en segundo lugar, incluso en el propio país va a trabajar con jefes, compañeros y otros empleados que nacieron y crecieron en culturas diferentes. Para trabajar bien con esas personas, tendrá que comprender su cultura, cómo los ha formado y cómo adaptar el estilo de administración a esas diferencias.

### Manejo de la diversidad laboral
Uno de los retos más importantes y extensos en las organizaciones es adaptarse a personas que son diferentes, es decir, a la diversidad laboral, la cual atañe a diferencias entre personas en el mismo país. El término de diversidad laboral implica que las organizaciones se han hecho más heterogéneas en términos de género y origen étnico, comprende también a las personas con discapacidad, homosexuales y adultos mayores. El reto para las organizaciones es dar mejor cabida a los diversos grupos de personas ocupándose de sus esquemas de vida, necesidades familiares y estilos de trabajo. Los administradores tienen que cambiar su filosofía de tratar a todos por igual y reconocer la diversidad física y cultural de las personas.

### Mejoramiento de la calidad y la productividad
Cada vez más, los administradores tienen que mejorar la productividad de su organización y la calidad de los productos y servicios que ofrecen. Para mejorar la calidad y la productividad, implantan programas como los de administración de calidad

### Mejoramiento del servicio a los clientes
La mayoría de los empleados en los países desarrollados ocupan puestos de servicio. Anteriormente se pensaba que concentrarse en los clientes era una tarea de quienes estudiaban y ejercían el marketing. Pero el comportamiento organizacional puede contribuir a mejorar el desempeño de las organizaciones enseñando a los administradores la relación entre las actitudes y la conducta de los empleados y la satisfacción de los clientes. Muchas organizaciones han fracasado porque sus empleados no han sabido complacer a los clientes, por lo tanto, la administración debe crear una cultura de sensibilidad a los clientes, creando culturas en las que los empleados sean amables y corteses, accesibles, capaces, listos para responder a las necesidades de los clientes y dispuestos a hacer lo necesario para complacerlos.

### Facultar al personal
La toma de decisiones se está bajando al nivel operativo, lo que proporciona libertad a los trabajadores para tomar decisiones sobre problemas planteados por el trabajo. Lo que sucede es que la administración faculta a los empleados, es decir, los pone a cargo de lo que hacen, con lo cual, los administradores tienen que aprender a ceder control y los empleados tienen que aprender a asumir la responsabilidad por su trabajo y a tomar decisiones convenientes. 

### Enfrentamiento de la “temporalidad”
El término de administración debe describirse más bien como una actividad con largos periodos de cambios continuos, interrumpidos ocasionalmente por momentos breves de estabilidad. Los puestos que ocupan los trabajadores de nuestros días se encuentran en un estado de flujo permanente, de modo que los empleados tienen que actualizar continuamente sus conocimientos y habilidades para realizar nuevos cometidos laborales. Los administradores y empleados deben aprender a enfrentar la temporalidad, a vivir con flexibilidad, espontaneidad e imprevisibilidad. 

### Estímulo de la innovación y el cambio
Las organizaciones exitosas deben fomentar la innovación y dominar el arte del cambio o se pondrán en peligro de extinción. El éxito lo alcanzarán las organizaciones que mantengan su flexibilidad, mejoren constantemente la calidad y venzan a la competencia del mercado con una corriente continua de productos y servicios innovadores. 

### Mejoramiento de la conducta ética
Los miembros de las organizaciones enfrentan cada vez más “disyuntivas éticas”, que son situaciones en las que tienen que definir cuál es la conducta correcta y cuál la incorrecta. En las organizaciones, los administradores redactan y distribuyen códigos de ética que ayuden a los empleados en las disyuntivas, se ofrecen seminarios, talleres y otros programas de capacitación para fomentar el comportamiento ético. El administrador debe generar un ambiente ético sano para sus empleados, donde trabajen productivamente y enfrenten las menores ambigüedades en cuanto a lo que constituyen conductas buenas y malas.
De igual forma, el comportamiento organizacional facilita la comprensión de las relaciones interpersonales, que son aquellas en las que interactúan dos personas (dos compañeros de trabajo o un par formado por un superior y un subordinado). En el nivel siguiente, el comportamiento organizacional es valioso para examinar la dinámica de las relaciones en grupos pequeños, tanto en equipos formales como en grupos informales. Cuando es necesario que dos grupos o más coordinen sus esfuerzos, como por ejemplo en las áreas de ingeniería y ventas, los administradores se interesan en las relaciones intergrupales que surgen. Por último, también es posible ver y administrar a las organizaciones como sistemas internos, que tienen relaciones entre ellos (por ejemplo, las fusiones y empresas conjuntas).

## Objetivos del comportamiento organizacional
Hay muchas ciencias que comparten cuatro objetivos: describir, entender, predecir y controlar ciertos fenómenos, incluso el entorno organizacional. Estos son los objetivos del comportamiento organizacional:
- El primer objetivo es describir sistemáticamente cómo se comportan las personas en condiciones distintas. Lograrlo permite que los administradores se comuniquen con un lenguaje común respecto del comportamiento humano en el trabajo.
- Un segundo objetivo es entender por qué las personas se comportan como lo hacen. Los administradores se frustrarán mucho si solamente pudieran hablar acerca del comportamiento de sus empleados sin entender las razones subyacentes. Por ende, los administradores interesados, aprenden a sondear en busca de explicaciones.
- Predecir el comportamiento futuro de los empleados es otro objetivo del comportamiento organizacional. En teoría, los administradores tendrían la capacidad de predecir cuáles empleados serán dedicados y productivos, y cuáles se caracterizarán por ausentismo, retardos o conducta perturbadora en determinado momento (de modo que sea posible emprender acciones preventivas).
- El objetivo último del comportamiento organizacional es controlar, al menos en parte, y desarrollar cierta actividad humana en el trabajo. El Comportamiento organizacional puede ayudarles a lograr dicho propósito.

Algunas personas temen que las herramientas del comportamiento organizacional se usen para limitar su libertad y privarlas de sus derechos. Aunque ello es posible, también resulta improbable, ya que las acciones de los administradores están sujetas a revisiones profundas. Los administradores tienen que recordar que el comportamiento organizacional es una herramienta humana para beneficio de los seres humanos. Se aplica de manera amplia a la conducta de las personas en todo tipo de organizaciones, como empresas, organismos de gobierno, escuelas y organizaciones de servicios. Donde haya organizaciones, existe la necesidad de describir, entender, predecir y mejorar la administración del comportamiento humano.

## Enfoques del comportamiento organizacional
- Enfoque de recursos humanos:
- Enfoque contingente:
- Enfoque orientado a resultados:
- Enfoque de sistemas:

Incluyen los siguientes elementos fundamentales:
- Hay muchas variables dentro de un sistema.
- Las partes de un sistema son interdependientes (una parte afecta muchas otras partes y es afectada por muchas en una forma compleja).
- Hay muchos subsistemas que se contienen en sistemas mayores.
- Los sistemas generalmente requieren insumos, realizan algún proceso y obtienen productos.
- El mecanismo insumo- proceso-producto es cíclico y autosustentable (es continuo, repetitivo y usa la retroalimentación para ajustarse a sí mismo). 
- Los sistemas producen resultados tanto positivos como negativos.
- Los sistemas producen consecuencias tanto deseables como indeseables.
- Las consecuencias de los sistemas pueden ser de corto plazo, largo plazo ambos.

## Modelos del comportamiento organizacional
- Modelo de custodia: Surge a partir del reconocimiento de los gerentes de los sentimientos de insatisfacción, inseguridad y frustración de los empleados frente al modelo autocrático.

Se comenzaron programas de bienestar social para los empleados, con el objeto de brindarles seguridad.
Se basa en los recursos económicos, necesarios para ofrecer todos los beneficios. Luego, la orientación de la gerencia es hacia el dinero.
Se genera dependencia del individuo a la organización.
Necesidades satisfechas son de manutención y el desempeño es de cooperación pasiva.
Ventajas: brinda satisfacción y seguridad a los trabajadores.
Desventaja: no logra una motivación efectiva. Los trabajadores producen muy por debajo de sus capacidades y no están motivados para desarrollarlas a niveles más altos. Se sienten complacidos, pero no satisfechos.
- Modelo de apoyo: Depende del liderazgo. A través de este, la gerencia crea un clima que ayuda a los empleados a crecer y alcanzar las cosas que son capaces de realizar en conjunto con los intereses de la organización.

La orientación gerencial es la de apoyo al empleado en su desempeño; sus papel es ayudar a los empleados a resolver sus problemas y ejecutar su trabajo.
El resultado psicológico en los empleados es un sentimiento de participación y colaboración en las actividades de la organización (“Nosotros” en lugar de “Ellos” al hablar de la organización).
Este modelo funciona mejor en países más ricos
- Modelo colegiado:es una útil prolongación del modelo de apoyo. El término colegial o colegiado, alude a un grupo de personas con un propósito común. Encarnación del concepto de equipo, este modelo se aplicó inicialmente con cierta amplitud en laboratorios de investigación y entornos de trabajos similares, aunque actualmente es aplicable a una extensa variedad de situaciones de trabajo.

Este modelo depende de la generación por parte de la dirección de una sensación de compañerismo con los empleados, teniendo como resultados que los colaboradores se sientan útiles y necesarios. La orientación administrativa se dirige al trabajo en equipo. La dirección funge como el entrenador a cargo de la creación de un equipo de gran calidad. La respuesta de los colaboradores a esta situación es la responsabilidad. El resultado psicológico del modelo colegial en los colaboradores es la autodisciplina. Dado que se saben responsables de sus actos.
- Modelo sistémico: Consisten en la aplicación secuencial de conceptos entrelazados que nos permite comprender el funcionamiento dinámico de una comunidad laboral en una fábrica, unidad de producción o conjunto de empresas en cierta localidad. Por consiguiente el desempeño que pueda tener una organización está enmarcado en lo que se conoce como “sistema”, este término se define por contener un conjunto de partes o elementos organizados y relacionados que interactúan entre sí para lograr un objetivo.

Para el logro de las metas es necesario analizar algunos aspectos fundamentales de un sistema, en particular hay que detenerse en los siguientes aspectos:
· las funciones propias de cada sistema;
· las estructuras en él identificadas y los procesos estructurales;
· los estados sistémicos, o sea, las condiciones en las cuales puede llegar a encontrarse un sistema.
FUNCIONES SISTEMICAS:
La operatividad del sistema, pasa por manejar u operar una cantidad elevada de actividades, las cuales se vinculan con un grupo fundamental de actividades indispensables para el desenvolvimiento del sistema, que son las funciones.
Las principales funciones sistémicas son:
· La introducción de recursos identificados y adquiridos en el ambiente externo, denominadas funciones de inmisión.
· La transformación de los recursos introducidos en el sistema, es decir, funciones de transformación.
· La emisión de los recursos transformados, o sea, la función de emisión, donde los recursos transformados se restituyen al medio ambiente.
· Las actividades de depósito interno de una parte de los recursos utilizados en los momentos de escasez ambiental de recursos. Esta conoce como función de depósito.
· Las actividades de control que buscan orientar el sistema hacia unos objetivos determinados. Esta es una función de gobierno del sistema, que selecciona los objetivos y lo guía hacia su consecución.
· Las actividades de regulación que mantienen constantes, dentro de ciertos márgenes críticos, las variaciones de los flujos de los recursos. La función de regulación desempeña una tarea de monitoreo o control y señala la superación de los umbrales críticos, relativos a los flujos internos y externos de recursos.
· La reproducción necesaria para superar el decaimiento y deterioro al que se somete un sistema. La función de reproducción restablece y sustituye los componentes del sistema que se desgastan y deterioran con el paso del tiempo.
· El transporte necesario para trasladar los recursos al interno del sistema. La función de transporte sirve, por ejemplo, para trasladar los recursos de un punto a otro dentro del sistema y durante el desarrollo de las diversas funciones.
Estas funciones están presentes en todos los sistemas y pueden ser identificadas en una empresa o unidad productiva.
- Modelo autocrático:

Fue el modelo prevaleciente durante la Revolución Industrial. Se basa en el poder; los que controlan deben tener el poder para exigir.
La gerencia se orienta a una autoridad oficial y formal, que se delega por derecho de jefatura a aquellos a quienes se aplica. La gerencia cree que sabe lo que hace y los empleados deben seguir sus órdenes.
Los empleados deben ser persuadidos y presionados, la orientación de estos se dirige a la obediencia al jefe, no al respeto por este. Esto implica que el colaborador puede ser penalizado si no sigue las órdenes o instrucciones de su jefe